# Ugo Amadoro
Ugo Costanzo Gregorio Amadoro (* 5. Februar 1908 in Luco dei Marsi, Provinz L’Aquila; † nach 1977) war ein italienischer Filmregisseur von Kurzfilmen und Regieassistent sowie Animationsfilmer.

## Leben
Amadoro kam 1932 nach Rom und war bis in die 1950er Jahre für Produktionen der INCOM verantwortlich, insbesondere als technischer Direktor des Instituto Luce auf dem Gebiet des Animationsfilmes, wo er auch einen der wenigen Schattenspiel-Filme inszenierte, Pinocchio (1930). Für Spielfilme sammelte er Erfahrungen als Regieassistent von Carlo Campogalliani und Vittorio De Sica. Während der 1960er Jahre ermöglichte er die Spezialeffekte zu einigen Filmen und führte bei einem Teil des Horrorfilmes Seddok selbst Regie – in den 1940er Jahren hatte er bereits vier Kurzfilme eigenverantwortlich gedreht. Sein einziger Langfilm in eigener Regie, Piume al vento aus dem Jahr 1950, behandelt eine Episode aus dem Ersten Weltkrieg. Seine Regiearbeit dafür wurde als sehr zurückhaltend bezeichnet.

## Filmografie (Auswahl)
- 1930: Pinocchio (Animationsfilm)
- 1940: Due popoli, una terra (Kurzfilm)
- 1942: La mecca dei desideri (Kurzfilm)
- 1946: La vita risorge (Kurzfilm)
- 1946: Piccola repubblica (Kurzfilm)
- 1950: Piume al vento (Regie, Drehbuch)
- 1961: Seddok, der Würger mit den Teufelskrallen (Seddok) (Spezialeffekte und Regie der Monsterszenen)
- 1964: Maciste e la regina di Samar (Spezialeffekte)
- 1977: Gli uccisori (Spezialeffekte)